# Griva litsitsirupa
La griva litsitsirupa (Turdus litsitsirupa) és una espècie d'ocell de la família dels túrdids (Turdidae) que antany era ubicat al monotípic gènere Psophocichla Cabanis, 1860.

## Hàbitat i distribució
Habita sabanes i praderies d'Àfrica oriental i Meridional, a les terres altes d'Etiòpia i Eritrea i a les terres baixes d'Angola, Zàmbia, sud-est de la República Democràtica del Congo, sud de Tanzània, Malawi, Zimbàbue, Namíbia, Botswana, sud-oest de Moçambic i nord-est de Sud-àfrica.

## Taxonomia
La població d'Etiòpia i Eritrea, ha estat considerada una espècie diferent al Handbook of the Birds of the World i BirdLife International, arran treballs com els de Nylander et al, 2008.:
- Psophocichla simensis (Rüppell, 1837) - griva d'Etiòpia.[4]